# Trachemys
Trachemys – rodzaj żółwi z rodziny żółwi błotnych (Emydidae). Niektóre gatunki i podgatunki są popularnymi na całym świecie zwierzętami terrarystycznymi.

## Zasięg występowania
Rodzaj obejmuje gatunki występujące w Ameryce (Stany Zjednoczone, Meksyk, Belize, Gwatemala, Salwador, Honduras, Nikaragua, Kostaryka Panama, Kolumbia, Wenezuela, Brazylia, Boliwia, Argentyna i Urugwaj) i na Karaibach (Bahamy, Kuba, Kajmany, Jamajka, Haiti i Dominikana).

## Systematyka

### Etymologia
- Trachemys: gr. τραχυς trakhus „chropowaty, szorstki, najeżony”[7]; εμυς emus, εμυδος emudos „żółw wodny”[8].
- Callichelys: gr. καλλος kallos „piękno”, od καλος kalos „piękny”[9]; χελυς khelus „żółw rzeczny”[10]. Gatunek typowy: Emys ornata J.E. Gray, 1831.
- Redamia: etymologia nieznana, Gray nie wyjaśnił znaczenia nazwy rodzajowej[4]. Gatunek typowy: Emys olivacea J.E. Gray, 1856 (= Trachemys stejnegeri K.P. Schmidt, 1928).

### Podział systematyczny
Do rodzaju Trachemys zaliczanych jest ok. 26 form dotychczas rozpoznawanych głównie jako podgatunki żółwia ozdobnego (Trachemys scripta), ostatnio uznawanego za grupę (ang. complex lub megaspecies) gatunków. Klasyfikacja filogenetyczna rodzaju jest utrudniona, ponieważ zaliczane do niego żółwie to gatunki alopatryczne lub parapatryczne, a tylko nieliczne są gatunkami sympatrycznymi. Od wielu lat prowadzone są szeroko zakrojone badania zmierzające do ustalenia relacji pokrewieństwa. Oczekiwana jest rewizja taksonomiczna rodzaju. Prowadzone badania wskazują, że niektóre formy uznawane dotychczas za blisko spokrewnione znacznie różnią się od siebie, inne natomiast są bliżej spokrewnione niż dotychczas zakładano. Wśród badaczy akceptowany jest podział na trzy główne grupy: populacje występujące na terenie Stanów Zjednoczonych (na północ i wschód od Rio Grande); populacje rejonu Karaibów; populacje środkowo- i południowoamerykańskie. Do rodzaju należą następujące gatunki:
- Trachemys adiutrix Vanzolini, 1995
- Trachemys callirostris (Gray, 1855)
- Trachemys decorata (Barbour & Carr, 1940)
- Trachemys decussata (Gray, 1831)
- Trachemys dorbigni (Duméril & Bibron, 1835)
- Trachemys gaigeae (Hartweg, 1939)
- Trachemys grayi (Bocourt, 1868)
- Trachemys hartwegi (Legler, 1990)
- Trachemys medemi Vargas-Ramírez, Valle, Ceballos & Fritz, 2017
- Trachemys nebulosa (Van Denburgh, 1895)
- Trachemys ornata (Gray, 1831)
- Trachemys scripta (Thunberg, 1792) – żółw ozdobny[11]
- Trachemys stejnegeri Schmidt, 1928
- Trachemys taylori (Legler, 1960)
- Trachemys terrapen (Bonnaterre, 1789)
- Trachemys venusta (Gray, 1855)
- Trachemys yaquia (Legler & Webb, 1970)

Powyższy podział systematyczny potwierdzają badania molekularne przeprowadzone w 2007 (Jackson i in.) na 18 z 26 form zaliczanych do Trachemys. W 2017 roku opisany został nowy gatunek z Ameryki Południowej, Trachemys medemi.